# Styles of Beyond
Styles of Beyond (comúnmente llamado S.O.B., traducido al español como "Estilos del Más Allá") es un proyecto musical de hip hop underground creado por los raperos Takbir Bashir (Tak) y Ryan Patrick Maginn (Ryu), el Dj Colton Raisin Fisher (Dj Cheapshot) y el productor Jason Rabinowitz (Vin Skully).

## Inicios
Todo comenzó cuando se conocieron Tak y DJ Cheapshot en el instituto, ya que ambos eran miembros del equipo de fútbol que integraban para entonces. Posteriormente conocieron a Ryu en la universidad y formaron la banda Styles of Beyond.
Rápidamente se pusieron a trabajar en su primer álbum, que recibiría el nombre de 2000 Fold y sería producido por Bilawn Records, de la que el hermano de Takbir era directivo. 
Tras la grabación del álbum el grupo se separó, pero volvieron tras un accidente de coche de Takbir e hicieron otro disco, Terraform (en el 2002), con canciones como Terraform, Subculture y Windows. Tras esto el álbum no vio la luz para que su proyecto, Megadef pudiese salir al mercado en 2003. En febrero de 2008 debió aparecer un nuevo álbum llamado Rocket Sugery, pero se ha retardado su salida y se ha cambiado su título a Reseda Beach.

## Discografía

### Álbumes
- 1997 - 2000 Fold (Relanzado en 1999)
- 2002 - Terraform (Nunca salió a la venta)
- 2003 - Megadef
- 2008 - Reseda Beach

### Mixtapes
- 2007 - Dj Cheapshot Presents... Mega Dudical! (Dj Cheapshot)
- 2007 - Razor Tag (Dj Green Lantern)
- 2007 - Razor Tag: Key Cuts EP (Dj Green Lantern)
- 2007 - Dj Cheapshot & DJ Marshall Barnes: Party Mouth! (Dj Cheapshot)
- 2008 - Jazzercidal Tendencies (Dj Cheapshot)
- 2008 - Dj Cheapshot Presents... Mega Dudical 2! (Dj Cheapshot)

### Participaciones
- 1999 - The Funky Precedent (Álbum recopilatorio de hip hop de varios artistas)
- 2001 - The Crystal Method - Tweekend
- 2005 - Fort Minor - The Rising Tied
- 2005 - Fort Minor - We Major (Dj Green Lantern)
- 2005 - Need For Speed Most Wanted (Banda sonora del videojuego)
- 2006 - Celph Titled - The Gatalog: A Collection Of Chaos
- 2006 - Apathy - Eastern Philosophy
- 2006 - Demigodz - Demigodzilla
- 2007 - Transformers (Banda sonora de la película)

## Videoclips

### 2000 Fold
- Easy Back It Up
- Spies Like Us
- Spies Like Us (Remix)

### Megadef
- Be Your Dog
- Pay Me
- Bleach

- Datos: Q377840